# 2022年國際足協世界盃爭議
卡塔爾獲得2022年世界盃舉辦權引發了一系列關於卡塔爾作為東道主的適宜性和世界盃申辦過程的公平性的擔憂和爭議，涵蓋了技術判決、政治文化衝突、人權問題、環境議題、勞工權益以及賄賂醜聞等多個層面，使得這屆世界盃成為國際足協歷史上最具爭議性的賽事之一。

## VAR争议

### 越位争议
阿根廷国家足球队对沙特国家足球队中，3球被判进球无效，其中头两球被判越位，其中VAR把阿根廷的勞塔羅·馬丁內斯的进球由于手臂判定半自动越位而无效，却忘掉跟他站在远距离同一线还有一个沙特足球员艾沙拉尼。

### 出界争议
日本国家足球队对西班牙国家足球队中，日本的三笘薰傳中予田中碧的入球前，被发现疑似把足球从界外拉回界内，而旁證Souru Phatsoane也举旗示意该球出界，但VAR判定该球仍有1.88mm於線上未出界，最终所有球證服从VAR判决，导致日本反胜西班牙2-1。

## 政治與宗教文化的衝突問題
目前卡達和以色列兩國尚未建立外交關係，不少人擔心，卡達是否會對以色列球迷和官員敞開大門。2010年世界盃競逐过程中，利比亞即因表明不會讓以色列參加世界盃賽事而被取消競逐資格。卡達政府表示，虽然卡達不承认以色列的合法性，但会允许以色列國家足球隊参加本届世界杯。此前有以色列运动员在卡達参加比赛的先例，以色列网球运动员莎哈爾·皮爾就曾在2008年参加卡達网球公开赛，2010年举行的多哈世界室内田径锦标赛也有以色列运动员参加。
此外，由于是伊斯兰国家，其社会文化被认为较保守，少数群体权益饱受争议，当地也普遍存在对同性恋和异装持负面看法的文化习俗。男性同性恋的性行为在卡達是非法的，根据伊斯兰教法，最高可处以三年监禁和罚款，穆斯林可能被判处死刑（但卡達没有已知对同性恋执行死刑的案件） 。2022年10月，澳洲國家足球隊發表視像聲明，批評卡達當局不當對待移民勞工和LGBTQ+群體，呼籲作「有效的補償」。

### 以色列记者遭受冷漠待遇
卡塔尔是阿拉伯国家，尽管这次世界杯对以色列记者开放，因以色列人和阿拉伯人所衍生的衝突爭執依然在世界杯期間发生了。一些外国（不止阿拉伯）球迷被以记者采访时听到是以色列的记者后便转头离去。有记者甚至表示每天都会被球迷恶语相待，内容不乏有“你不被欢迎”，“以色列不存在”，“以色列？那叫巴勒斯坦”之类的敏感性内容。在赛场内，突尼斯球迷在对战澳大利亚时拉出有“解放巴勒斯坦”字样的巨大巴勒斯坦国旗；摩洛哥队在击败加拿大队后首先拿出的不是本国国旗与其合影，而是和拿出的巴勒斯坦国旗合影，以示對巴勒斯坦同胞們的支持。除此之外，以色列前足球队前锋奥哈纳在搭便车时遇到了警察（其实就是司机）。当被警察问及其国籍时奥哈纳坦诚交代，随后警察严肃地说道：“你确定你是以色列人吗？还是在开玩笑？”奥哈纳立即改口说自己是葡萄牙人，这才免于被警察丢下车。

### 「One Love」彩虹臂章
因應卡達的人權以及LGBTQ+社群的問題，多支西歐國家隊的隊長，都曾表示會在世界盃期間，戴上支持LGBTQ+權益的「One Love」彩虹臂章。其中德國國家隊隊長曼努埃尔·诺伊尔表示不會怕任何後果；英國國家隊隊長哈利·簡尼亦曾在記者會上稱這是英軍全體共同意願．不過在FIFA警告有機會向涉事球員發出黃牌後，包括英格蘭、威爾斯、比利時、丹麥、德國、荷蘭及瑞士七國足協已發表聲明，表示他們將要求隊長不要戴上有關的臂章。德國隊正選11名球員在對戰日本的賽前合照中，以捂嘴來抗議禁令。

### 巴西伯南布哥州旗事件
2022年11月22日，两名巴西伯南布哥记者在卡塔尔报道世界杯新闻时被安保人员带走，原因是他们“携带了带有‘彩虹’图案的旗帜，是支持LGBT的行为”，违反了卡塔尔对于LGBT的禁止政策。根据证实，他们携带的是他们所属伯南布哥的州旗。在卡塔尔2022年世界杯主办国之前，卡塔尔在对待移民工人、女性和性少数群体的态度方面一直受到国际批评。随后，在巴西大使馆的严正抗议下，卡塔尔当局释放了两名被非法羁押的记者并归还了州旗。

伯南布哥州州旗

## 場內禁酒令
卡達當局原定同意在八大場館內賣酒，卻在開幕式舉行前宣布場內禁酒，但在豪華包廂提供酒類飲品，引發普通球迷和贊助商不滿。

## 氣候及環保問題
由於世界盃足球賽多在夏季舉辦，已有部份人士及單位擔憂屆時夏天動輒40至50攝氏度的高溫可能影響球員的健康，例如德國職業足球員及總教練法蘭茲·貝肯鮑爾、美國南佛羅里達大學醫學博士Eric Coris以及（FIFA）。雖然卡達承諾將以空調球場來解決高溫問題，但卻又可能引發環保爭議，因而開始有人建議將此屆的世界盃移至11至12月舉辦以避開高溫難耐的6至7月。然而該階段正處於歐洲主要聯賽的賽季中期，世界杯若在此時舉辦會干擾聯賽的進行。2015年3月19日，國際足總決定決賽將於2022年12月18日舉行。

## 勞工待遇問題
數以十萬計的外地勞工在卡達世界盃相關的建築工程項目工作，工作環境惡劣危險，所获工资也十分微薄。有報道指許多工人遭受雇主剝削和苛待，例如被雇主拖欠工資、扣起護照、拒絕發放當地身份證以阻止工人轉換雇主或離境，有工人被迫挨餓工作，或是長時間在酷熱天氣下工作也無水可飲，有傳媒形容為「世界盃奴隸」。當地的簽證擔保制度規定外勞只能為單一雇主工作，轉換工作需要得到現時雇主同意，雇主在某些特殊情況下甚至有權阻止工人離境。2013年6月4日至8月8日，至少有44名尼泊爾工人在當地死亡，其中超過半數是死於心臟病或工安意外。國際工會聯盟在2013年估計如果情況沒有改善，預料到2022年開賽前總計會有至少4000名外勞在當地喪生。2021年2月，《衛報》宣稱自從2010年12月卡達奪得主辦權以來，已有超過6500名外籍勞工死於卡達。2021年，大赦國際表示有15021名卡達世界杯勞工死亡。卡达尔高级官员塔瓦迪（Hassan Al Thawadi）在受访时披露世界杯筹办期间工人死亡人数估计在400至500之间。

## 賄賂醜聞
在卡達被确认为2022年世界杯举办国后，有关卡達的贿赂丑闻频频出现。2010年12月3日，有阿根廷媒体报道称在竞选过程中曾花费7840万美元贿赂國際足總执委会成员胡里奥·格隆多纳，而阿根廷足协和格隆多纳均表示不存在贿赂一事。2013年1月29日，杂志《法国足球》称，國際足總、欧足联和法國足協都在卡達申办过程中默许卡達进行行贿活动，参与投票的伊萨·哈亚图、里卡多·特谢拉、安祖·馬利亞·韋拿等至少10人收受了贿赂，法国前总统萨科齐也被指曾命令欧足联主席米歇尔·普拉蒂尼支持卡達申办。普拉蒂尼则回应称，《法国足球》的报道是无中生有。2014年3月，前國際足總副主席杰克·沃纳被曝接受卡達近200万美元的贿赂。同年6月1日，《星期日泰晤士报》亦报道称，國際足總前卡達执委默罕默德·本·哈曼曾用数百万美元贿赂國際足總官员以确保卡達获得世界杯举办权，國際足總副主席吉姆·博伊斯对此表示，如果贿选行为被证实，國際足總将重新考虑主办国家的选择。2022年12月，卡塔尔被披露為了友好化国际舆论，向歐洲議會行贿。

## 國際制裁
2022年2月28日，因應俄羅斯入侵烏克蘭，國際足總與歐洲足總發出聯合聲明表示，俄羅斯所有球隊，不論是國家隊或俱樂部球隊，都不得參加國際足總與歐洲足總的比賽以及本屆世界盃，直到另行通知。此外，被指有份在戰爭中向俄軍提供武器的伊朗也遭到烏克蘭投訴，被對方要求國際足總踢出世界盃。

## 球迷村住宿環境惡劣
賽事主辦方在比賽場地附近搭建球迷村，方便前往當地觀賽的球迷入住。根據賽前流傳的影片，球迷村的住宿環境相當惡劣，房間大多由海運集裝箱改建，有些房間甚至沒有墻壁，只有簾佈遮擋。即便如此，每晚的住宿費用高達200美金。除此之外，一份希臘沙拉的要價10美金，用泡沫飯盒盛，裡面只有幾片生菜、一片黃瓜，沒有配菲達芝士。酒水方面，一瓶500毫升的啤酒就要13.73美金。針對球迷的批評意見，主辦方表示會為嚴重受影響的球迷退款。

## 西班牙裁判单场开出18张黄牌
在荷兰对阵阿根廷的半準决赛中，西班牙籍主裁判安东尼奥·马特乌·拉奥斯向双方球员开出18张黄牌，包括坐在替补席的球员，数量创下世界杯單場纪录（超越紐倫堡戰役）。事发下半场的伤停补时阶段，阿根廷以2比1领先，阿根廷球员莱昂德羅·帕雷德斯朝对手内森·阿克铲球时犯规，裁判拉奥斯吹哨警告，帕雷德斯心有不甘，径直把球踢向荷兰的替补席，引爆荷兰球员的怒火。荷兰队长维吉尔·范戴克直接将帕雷德斯扑倒在地，双方球员随即爆发冲突，拉奥斯掏出黄牌警告双方的球员及教练。在赛后新闻发布会中，梅西公开批评拉奥斯的判罚拖延比赛时间，要求国际足联暂停其裁判职务，他还在接受记者采访时罕见地爆粗。

## 入場人數造假
卡達官方公佈世界盃入場人數數字亦有爭議，例如揭幕戰官方聲稱有67,372人入場，但球場容量卻只有60,000人。此後多項入場人數亦高於球場容量，產生入場人數造假爭議。